# James E. Bromwell

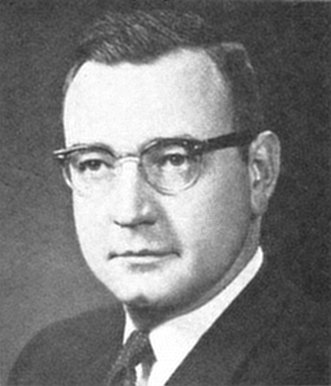
James E. Bromwell (1963)

James Edward Bromwell (* 26. März 1920 in Cedar Rapids, Iowa; † 11. September 2009 ebenda) war ein US-amerikanischer Politiker.
Bromwell studierte an der University of Iowa und machte dort 1942 seinen Abschluss. Während des Zweiten Weltkrieges diente er in der US-Army im Rang eines Private. Bromwell kam in Europa zum Einsatz. Nach vier Jahren Dienstzeit schied er 1946 im Rang eines Captain aus der Army aus. Wieder zurück in den Vereinigten Staaten setzte er sein Studium an der Harvard University fort, wo er die School of Business Administration besuchte und 1947 graduierte. Danach besuchte er erneut die University of Iowa und studierte dort bis zu seinem Abschluss im Jahr 1950 die Rechtswissenschaften.
Bromwell wurde nun in die Anwaltschaft aufgenommen und begann in Cedar Rapids zu praktizieren. 1960 wurde er als Republikaner in den Kongress gewählt und vertrat dort vom 3. Januar 1961 bis zum 3. Januar 1965 den Bundesstaat Iowa im Repräsentantenhaus der Vereinigten Staaten. Im Jahr 1964 kandidierte er erfolglos für eine weitere Amtszeit. 1968 versuchte Bromwell, ebenfalls erfolglos, als republikanischer Kandidat für die Wahlen zum US-Senat nominiert zu werden. Er begann nun wieder bis 1974 als Anwalt zu praktizieren. Von 1979 bis 1986 war er erneut in diesem Beruf tätig.